# Treble

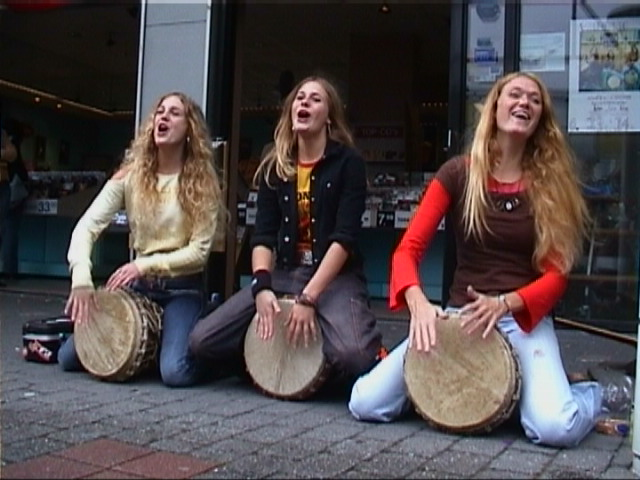
Treble in 2005

Treble este o formație de muzică pop din Olanda, compusă din trei muziciene, Caroline Hoffman (n. 1975) și surorile sale Niña (n. 1985) și Djem van Dijk (n. 1987). Și-au reprezentat țara la ediția din 2006 a concursului Eurovision.